# Qanun
El qanun o kanun (en persa:قانون, en español se traduce literalmente como "La Ley") es un instrumento de cuerda pulsada de la música tradicional del Medio Oriente. Se trata de una de las muchas formas del salterio. Es un instrumento perteneciente a la familia de la cítara con una caja de sonido trapezoidal. Las cuerdas originales eran de tripa animal, hoy en día las modernas son de nailon o PVC, están estiradas sobre un puente sencillo y fijadas en piel de pez en un extremo, además, en el otro extremo, se sujetan a clavijas afinadoras. Además cuenta con unas llaves de afinación de bronce que permiten seleccionar por cuerda los "cuartos de tono" para determinar los "Maqam", que son los modos melódicos usados en la música árabe tradicional.
Los kanuns usados en Turquía tienen 26 órdenes (grupos) de cuerda, con tres cuerdas por orden. Se toca sentado sobre las piernas pulsando las cuerdas con dos púas de concha de tortuga, o PVC, uno en cada mano, o con las uñas, y tiene un rango de tres y media octavas.

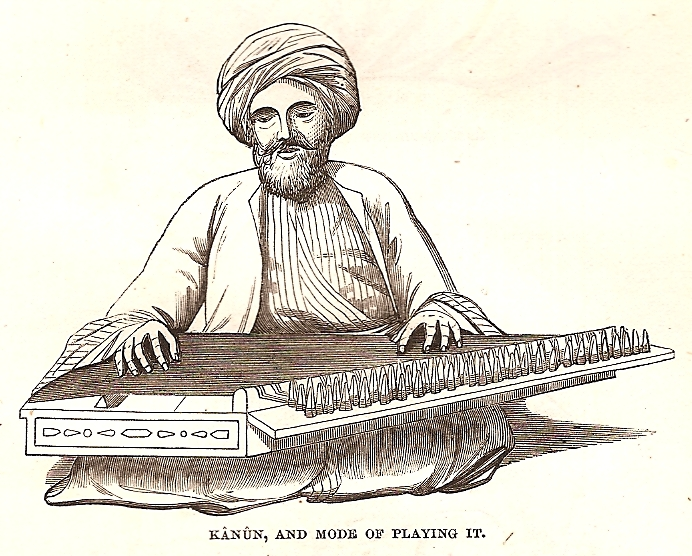
Ejecutante árabe de qanun en Jerusalem, 1859. Thomson, p. 577.